# Xương bồ (hoa)
Xương bồ, Ngọc thiền, Văn mục, Đỗ nhược hay Diên vĩ Nhật Bản (tên khoa học Iris ensata, bao gồm Iris kaempferi) là tên của ba giống hoa diên vĩ được trồng hay mọc hoang ở Nhật Bản. Trong tiếng Nhật, tên của ba giống hoa này là: hanashōbu (xương bồ hoa), kakitsubata (đỗ nhược), ayame (xương bồ). Loài này được Thunb. miêu tả khoa học đầu tiên năm 1794.
Màu tím xanh của hoa xương bồ trong các vườn cây Nhật Bản được xem là ví dụ của hiện tượng đồng nhiễm sắc tố.

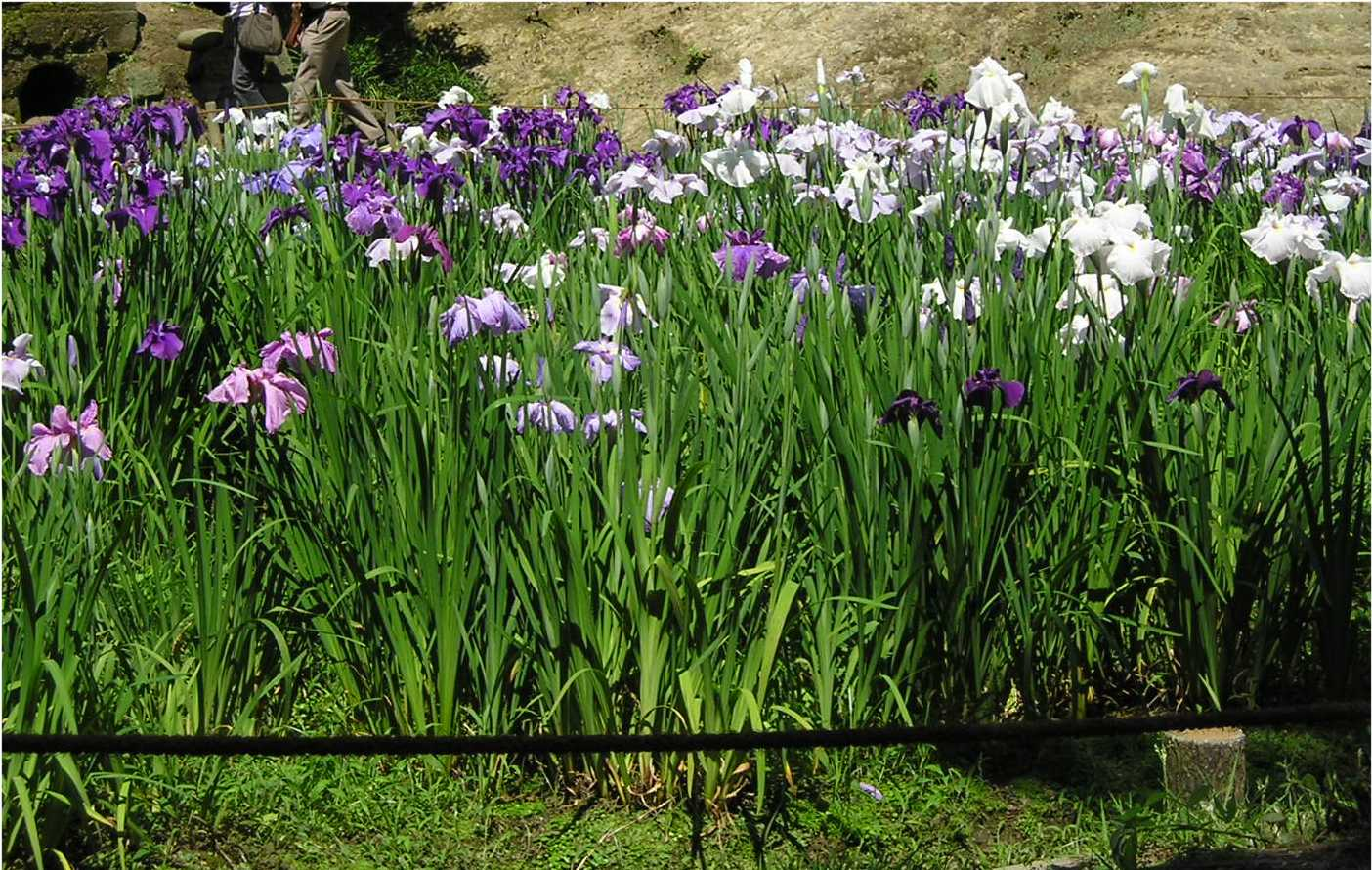
Hanashōbu at Meigetsu-in

## Hanashōbu
Hanashōbu (ハナショウブ, 花菖蒲 xương bồ hoa,  Iris ensata var. ensata, syn. I. ensata var. hortensis I. kaempferi) mọc ở các vùng đất ẩm và là loại được trồng phổ biến nhất trong các vườn cây Nhật Bản. Iris ensata var. ensata cũng được chia làm các giống nhỏ hơn theo nơi nó được trồng: Edo (Tokyo), Higo (tỉnh Kumamotoe), Ise (tỉnh Mie), Mỹ (Hoa Kỳ),...

## Kakitsubata
Kakitsubata (カキツバタ, 杜若 đỗ nhược,  Iris laevigata) mọc trên các vùng đất bán ẩm và ít được phổ biến hơn so với Hanashōbu.
Đỗ nhược là hoa biểu tượng của tỉnh Aichi, nhờ vào một bài thơ tanka được viết vào thời kỳ Bình An nằm trong tác phẩm Y thế vật ngữ (伊勢物語, Ise mongotari) của Ariwara no Narihira:

Karakoromo

Kitsutsu narenishi

Tsuma shi areba,

Harubaru kinuru

Tabi o shizo omou

(I have come so far away on this trip this time and think of my wife that I left in Kyoto.) Chú ý các âm tiết bắt đầu là "ka-ki-tsu-ha (ba)-ta."
Các cây Kakitsubata ở Miếu Ōta, Kyoto dược xếp vào Di sản Tự nhiên Quốc gia của Nhật Bản. Nó cũng xuất hiện trong một bài thơ của Fujiwara Toshinari:

Kamiyama ya, Ota no sawa no kakitsubata,

Fukaki tanomi wa iro ni miyu ramu.

(Like the kakitsubata at Ōta Wetland, a God-sent heaven, my trust in you can be seen in the color of their flowers.)

## Ayame
Ayame (アヤメ, 菖蒲, 文目 xương bồ, văn mục, Iris sanguinea) là một loại hoa diên vĩ mọc hoang ở các vùng đất khô của Nhật Bản.

## Đặc điểm
| Phân loại               | Màu hoa              | Lá                    | Đặc điểm hoa | Địa điểm         | Thời điểm nở hoa           |
| ----------------------- | -------------------- | --------------------- | ------------ | ---------------- | -------------------------- |
| Iris ensata var. ensata | Tím đỏ, tím,...      | Distinct artery       | Shows no net | Đất ẩm           | Suốt tháng 6               |
| Iris laevigata          | Xanh, tím, trắng,... | Small artery          | Shows no net | Nước hoặc đất ẩm | Nửa cuối tháng 5           |
| Iris sanguinea          | Tím, trắng (ít gặp)  | Main artery not clear | Shows net    | Đất khô          | Đầu tháng 5 - giữa tháng 6 |